# Ignacio Conte Crespo
Ignacio Conte Crespo (Saragossa, 21 de desembre de 1969) és un exfutbolista professional aragonés, que ocupava la posició de davanter. Va ser internacional amb la selecció espanyola.

## Trajectòria
Conte va començar a destacar a les categories inferiors del Reial Betis. El 1989, i sense arribar a debutar amb el primer equip, es passa a l'etern rival, el Sevilla FC. Eixe any ja juga en la màxima categoria amb els sevillistes, quallant una gran temporada: 29 partits i cinc gols. El següent any seria més irregular, i la temporada 91/92 recupera de nou la titularitat, que mantindria durant dos anys, en els quals hi jugaria 63 partits i marcaria 9 gols.
L'estiu de 1993, la presència de Suker i Moya li barren el pas i fitxa pel CD Tenerife. La seua aportació al club canari aniria de més a menys. El primer any és titular (34 partits i 4 gols), el segon baixa a 25 i els altres dos tot just apareix.
La temporada 97/98 marxa al Racing de Santander, on recupera minuts, i a la següent temporada recala a l'Hèrcules CF, amb qui baixaria a Segona B. Posteriorment, militaria al modest conjunt del CD Laguna, on es retiraria el 2005.

## Selecció espanyola
Conte va ser internacional una ocasió amb la selecció espanyola.